# Tirumala gautama
Tirumala gautama е вид насекомо от семейство Nymphalidae.

## Разпространение
Видът е разпространен във Виетнам, Индия, Китай, Малайзия, Мианмар и Тайланд.